# راوي الخراريف (مسلسل)
راوي الخراريف مسلسل عائلي إماراتي، تم عرضه في رمضان 2015م، من تأليف وإخراج: عبد الله حسن أحمد، صالح كرامة، تم تصويره في رأس الخيمة بدولة الإمارات العربية المتحدة.

## قصة المسلسل
تدور أحداث مسلسل "راوي الخراريف" حول تاريخ وثقافة الإمارات، وسرد الحكايات الشعبية القديم للأجداد والأخلاق الأصيلة في المجتمع الإماراتي، عبر مجموعة من القصص المسلية وذات الفائدة، التي تأخذ الأطفال في عوالم أخرى من المتعة والتسلية، وتحفزهم على الإصغاء بإمعان لإحتوائه علي عدة مؤثرات مثل الجذب والمتعة والتشويق. ويظهر في المسلسل عدد من الأطفال يجلسون حول راوي "الخراريف" الذي يلعب دورة حسن بلهون في مجلس أرضي، ليستمعوا إلى حكاياته التي يلقيها بطريقة درامية خياليه مشوقة، والمستمدة من البيئة الإماراتية. وتهدف لغرس قيم تربوية في الأطفال وتعليمهم سلوكيات منتشرة في عصرنا مثل الكذب والخداع والنفاق، وتحثهم على النوايا الحسنة والخوف من الخطأ والحذر من الثقة المفرطة في الناس. نتعليمهم مبادئ الخير والصدق والأمانة.